# Canada's Got Talent
Canada's Got Talent (littéralement « le Canada a du talent ») est une émission de télévision canadienne diffusée depuis le 4 mars 2012 sur Citytv. Le but de ce programme est de découvrir les nouveaux talents canadiens dans des domaines artistiques variés du spectacle, musique, danse, acrobatie, magie, comédie, etc. Des candidats de tout âge peuvent se présenter, mais doivent être amateurs. Le gagnant se voit remettre la somme de 100 000 $.

## Déroulement de l'émission
Des candidats se présentent devant un public et un jury formé de Martin Short, Measha Brueggergosman et Stephan Moccio. Les prétendants disposent de quelques minutes pour montrer leur talent après avoir répondu aux questions classiques des juges portant sur leur identité, âge et activité. Si une prestation ne plaît pas à un juge, il a la possibilité d'appuyer sur son buzzer. Si les trois juges appuient sur chacun de leur buzzer, le candidat se voit contraint d'arrêter. Ensuite chacun des juges commente le numéro puis décide à tour de rôle s'ils veulent bien laisser une chance pour se représenter aux demi-finales en disant soit "yes" (oui) ou "no" (non), le vote se fait à la majorité.
Néanmoins tous les candidats qui ont reçu l'aval des juges lors des auditions devront faire face à une deuxième sélection qui se fera en concertation entre les juges sans la présence des candidats. Une fois leur décision prise, le jury réunit des candidats pour leur annoncer s'ils accèdent ou non à la demi-finale.
Les demi-finales contrairement aux auditions sont des émissions diffusées en direct. Les candidats apparaissent donc à nouveau devant les juges, un public et les téléspectateurs. Les juges ont toujours devant eux leurs buzzers et peuvent s'ils sentent que la prestation est mauvaise les buzzer. Une fois que tous les numéros ont été présentés, les téléspectateurs peuvent voter par téléphone. Celui qui a engrangé le plus de votes accède à la finale. Concernant le deuxième et le troisième, ce sont les juges qui se doivent de les départager donnant chacun leur préférence pour l'un des deux prétendants. La finale est également diffusée en direct. Les candidats se représentent à nouveau toujours dans les mêmes conditions.

## Déroulement des saisons
| 1re | Du 4 mars au 17 juin 2012 | Dina Pugliese | Dina Pugliese | Stephan Moccio | Measha Brueggergosman | Martin Short | Sagkeeng's finest | 100 000 $ | Aucune | Aucune |

### Saison 1 (2012)
L'émission est présentée par Dina Pugliese et, elle est diffusée du 4 mars au 17 juin 2012.

### Saisons 2 à 4 (2022-2024)
L'émission est présentée par Lindsay Ell, et les juges sont Howie Mandel, Lilly Singh, Kardinal Offishall et Trish Stratus.